# Берлін (Нью-Джерсі)
Берлін (англ. Berlin) — місто (англ. borough) в США, в окрузі Кемден штату Нью-Джерсі. Населення — 7489 осіб (2020).

## Географія
Берлін розташований за координатами 39°47′31″ пн. ш. 74°56′13″ зх. д. / 39.79194° пн. ш. 74.93694° зх. д. (39.792059, -74.936985).  За даними Бюро перепису населення США в 2010 році місто мало площу 9,33 км², з яких 9,29 км² — суходіл та 0,03 км² — водойми.

## Демографія
Згідно з переписом 2010 року, у селищі мешкало 7588 осіб у 2806 домогосподарствах у складі 1966 родин. Було 2949 помешкань
Расовий склад населення:
| - 90,5 % — білих - 4,2 % — чорних або афроамериканців - 2,8 % — азіатів - 0,1 % — корінних американців |

До двох чи більше рас належало 1,5 %. Частка іспаномовних становила 3,1 % від усіх жителів.
За віковим діапазоном населення розподілялося таким чином: 22,8 % — особи молодші 18 років, 60,3 % — особи у віці 18—64 років, 16,9 % — особи у віці 65 років та старші. Медіана віку мешканця становила 41,1 року. На 100 осіб жіночої статі у селищі припадало 90,9 чоловіків;  на 100 жінок у віці від 18 років та старших — 86,3 чоловіків також старших 18 років.
Середній дохід на одне домашнє господарство  становив 96 470 доларів США (медіана — 82 429), а середній дохід на одну сім'ю — 105 608 доларів (медіана — 91 298). Медіана доходів становила 78 329 доларів для чоловіків та 57 604 долари для жінок. За межею бідності перебувало 8,1 % осіб, у тому числі 2,3 % дітей у віці до 18 років та 6,8 % осіб у віці 65 років та старших.
Цивільне працевлаштоване населення становило 3407 осіб. Основні галузі зайнятості: освіта, охорона здоров'я та соціальна допомога — 26,4 %, роздрібна торгівля — 14,0 %, мистецтво, розваги та відпочинок — 10,0 %, науковці, спеціалісти, менеджери — 9,9 %.